# G.S.F. Giovanni Grion Pola
Gruppo Sportivo Fascio Giovanni Grion Pola là một câu lạc bộ bóng đá Ý đặt tại Pola, nay là Pula ở Croatia. Đội được thành lập vào năm 1918 với tên FC Grion Pola và bị giải thể vào năm 1945, khi thành phố quê hương của họ được chuyển từ Ý sang Nam Tư. Màu sắc của đội là đen và trắng.
Câu lạc bộ đã tham gia tới 2 mùa giải Serie B vào những năm 1930 và không thể quay trở lại trong lần thứ ba.
Bên được đặt theo tên của một người lính Istrian đã chết trong Thế chiến thứ nhất và màu sắc của họ giống như của Casale, để tôn vinh scudetto của họ, đã giành chiến thắng vào năm 1914.